# Orbessan
Orbessan é uma comuna francesa na região administrativa de Occitânia, no departamento de Gers. Estende-se por uma área de 8,24 km². Em 2010 a comuna tinha 294 habitantes (densidade: 35,7 hab./km²).